# Antissa
Antissa (en llatí Antissa, en grec antic Άντισσα) era una ciutat de l'illa de Lesbos, a la punta oest, propera al cap Sigrios, segons diu Estrabó. La ciutat tenia un port. A la ciutat hi va néixer Terpandre, un músic del segle vii aC que va ser l'inventor de la lira de set cordes.
Es va unir a Mitilene en la revolta contra Atenes durant la guerra del Peloponès l'any 428 aC, i va resistir els primers atacs, però quan Mitilene es va rendir als atenencs Antissa també va caure al seu poder, diu Tucídides. Va ser ocupada i destruïda per Roma l'any 168 aC després de la derrota de Perseu de Macedònia, perquè havia acollit al seu port i havia donat subministraments a les naus d'Antenor, l'almirall del rei Perseu. La població va ser obligada a traslladar-se a Metimna, diuen Titus Livi i Plini el Vell.
Mirsil, citat per Estrabó, diu que Antissa era antigament una illa, i que Lesbos es deia Issa. Plini el Vell diu que Antissa era una de les terres rescatades al mar i unides a terra ferma. Ovidi explica la mateixa història.